# Aimée Kelly
Aimée Kelly (Newcastle upon Tyne, 8 luglio 1993) è un'attrice inglese.
È nota soprattutto per l'interpretazione di Maddy Smith nella prima e seconda stagione della serie fantasy prodotta dalla CBBC, Wolfblood.

## Biografia
Kelly è comparsa nella sesta stagione nel gameshow per bambini, Raven, nel 2006, sotto il nome di battaglia di Melka. Ha raggiunto il quinto giorno della seconda settimana, finendo terza. A 16 anni, fece un provino per il ruolo di Mini McGuinness in Skins della E4, tuttavia il ruolo fu ottenuto da Freya Mavor. Ha fatto il suo primo grande debutto sullo schermo a 16 anni, quando ha avuto il ruolo di Kayla nel film Sket. Il film è stato presentato nell'ambito del 55° BFI London Film Festival. Per la sua performance, Aimee è stata nominata come miglior esordiente britannica al LFF Awards.

### Vita privata
Prima di intraprendere la carriera nella recitazione, Kelly ha frequentato il Sacred Heart Catholic high School, dove il suo insegnante di inglese la convinse a debuttare nel mondo dello spettacolo a 15 anni. Lei ha seguito anche delle lezioni di recitazione extra-scolastiche presso il Sage Academy Of Performing Arts (insieme alla sua gemella, Katie.) Poi è andata alla Tring Park School for the Performing Arts, dove ha studiato anche Daisy Ridley, lasciando la madre e le due sorelle a Newcastle, diventando quindi una collegiale per due anni: l'università, infatti, si trovava a Hertfordshire, Inghilterra. Prima di ottenere il ruolo di Kayla in Sket, Kelly ha lavorato come cameriera in un bar e come commessa. Di recente si è trasferita a Los Angeles.

## Filmografia

### Cinema
- Finalmente maggiorenni (The Inbetweeners Movie), regia di Ben Palmer (2011)
- Sket, regia di Nirpal Bhogal (2011)
- La vita straordinaria di David Copperfield (The Personal History of David Copperfield), regia di Armando Iannucci (2019)
- Il ritratto del duca (The Duke), regia di Roger Michell (2020)

### Televisione
- Raven – serie TV, episodio 6x04 (2006)
- Storie in scena (Playhouse Presents) – serie TV, episodio 1x06 (2012)
- Wolfblood - Sangue di lupo (Wolfblood) – serie TV, 26 episodi (2012-2013)
- L'amore e la vita - Call the Midwife (Call the Midwife) – serie TV, episodio 3x08 (2014)
- Doctors – soap opera, 1 puntata (2017)
- Holby City – serie TV, episodio 19x57 (2017)